# Ernest Lister
Ernest Lister (15 de junho, 1870 - 14 de junho de 1919) foi o oitavo governador do estado de Washington. Ele foi empossado no cargo em 1913 e permaneceu nela até sua morte, seis anos depois.